# Schellschwang
Schellschwang ist ein Gemeindeteil von Wessobrunn im oberbayerischen Landkreis Weilheim-Schongau.

## Geografie
Der Weiler liegt circa drei Kilometer nördlich von Wessobrunn in einer Moränenlandschaft. Nördlich und östlich erstreckt sich der Forst Bayerdießen.

## Geschichte
Bereits im 13. Jahrhundert wird Besitz des Klosters Wessobrunn in Schellschwang erwähnt, 1558 wird Schellschwang als Teil der Wessobrunner Klosterhofmark genannt.
Der Weiler umfasste 1752 fünf Viertelhöfe. Sämtliche Hofstellen waren dem Kloster Wessobrunn grundbar, die Hohe Gerichtsbarkeit lag beim Landgericht Landsberg.
Schellschwang gehörte bis zur Gebietsreform in Bayern zur ehemaligen Gemeinde Haid und wurde mit dieser am 1. Mai 1978 nach Wessobrunn eingemeindet.

## Sehenswürdigkeiten
Am südlichen Rand von Schellschwang befindet sich die Kapelle St. Maria, ein Saalbau mit eingezogenem Polygonalschluss aus dem frühen 18. Jahrhundert.
Siehe auch: Liste der Baudenkmäler in Schellschwang